# Ajád
Az Ajád magyar eredetű férfinév, valószínűleg az ajak szó kicsinyítőképzős változatából származik.

## Gyakorisága
Az 1990-es években szórványosan fordult elő. A 2000-es és a 2010-es években nem szerepel a 100 leggyakrabban adott férfinév között.
A teljes népességre vonatkozóan a 2000-es és a 2010-es években az Ajád nem szerepelt a 100 leggyakrabban viselt férfinév között.

## Névnapok
- március 9.[2]
- szeptember 15.[2]